# St. Ubaldesca (Paola)

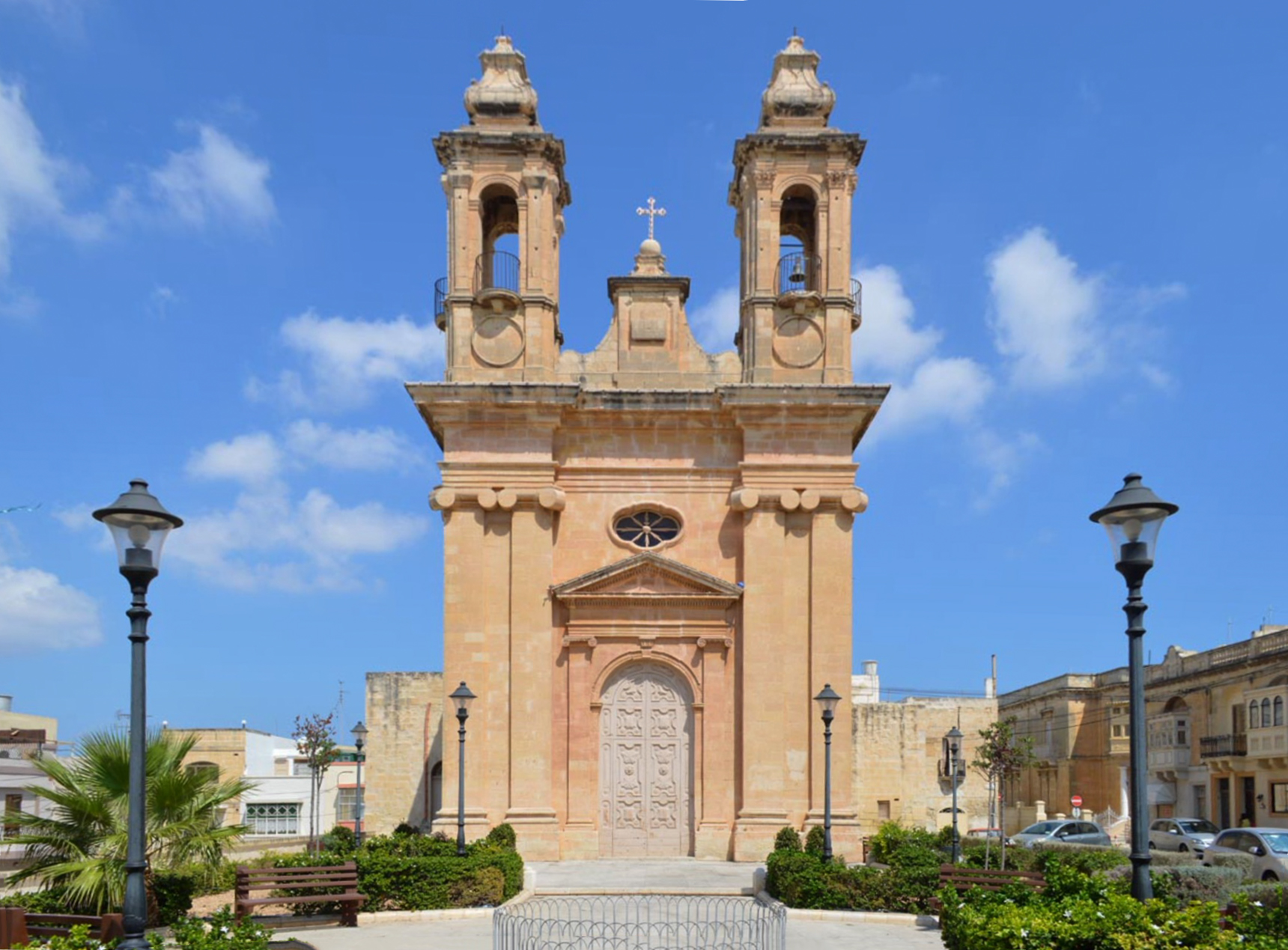
Die Kirche St. Ubaldesca in Paola

Die Kirche St. Ubaldesca (maltesisch Knisja ta’ Santa Ubaldeska, englisch Church of St. Ubaldeska) ist ein römisch-katholisches Kirchengebäude in dem maltesischen Ort Paola auf der Insel Malta. Sie ist im National Inventory of Cultural Property of the Maltese Islands unter der Nummer 643 eingetragen.
Die barocke Kirche in Paola, das auf Maltesisch Raħal Ġdid („neue Stadt“) genannt wird, wurde 1629 auf Veranlassung des Großmeisters Antoine de Paule erbaut und dem Patrozinium der heiligen Ubaldesca Taccini, einer von De Paule sehr verehrten Schwester des Johanniterordens, unterstellt. Nach dem Weggang des Malteserordens ging das Kirchengebäude in Staatseigentum über, später wurde es auf Ersuchen des Bischofs von Malta an die römisch-katholische Kirche zurückgegeben. Ab 1905 diente die Kirche als Filialkirche, nach der Gründung der Pfarrei in Paola 1910 durch Erzbischof Pietro Pace als Pfarrkirche. Der Bau der Christkönigskirche als neue Pfarrkirche beendete 1959 diese Funktion.